# Едома (Вологодская область)
Едома — село в Шекснинском районе Вологодской области.
Входит в состав сельского поселения Железнодорожного, с точки зрения административно-территориального деления — в Железнодорожный сельсовет.
Расстояние по автодороге до районного центра Шексны — 23 км, до центра муниципального образования Пачи — 5 км. Ближайшие населённые пункты — Маурино, Добрец, Четвериково.
По переписи 2002 года население — 21 человек (7 мужчин, 14 женщин). Преобладающая национальность — русские (95 %).

## История
Одно из древних селений края. Грамота 1477 г. сообщает, что в середине XV в. д. Едому в Остафьевской Слободке пожаловал московскому Симонову монастырю белозерский кн. Роман Иванович (АСЭИ, II, № 391). В XVII в. это центр Едомской волости (ПК Вол 1678, 8).)

## Этимология названия
Название дано по местоположению селения. Заимствованное из финно-угорских языков слово едома в древнерусском языке имело значения 'крутой обрывистый берег', 'всякая отдаленная от селения земля', 'болотистая земля', 'холмистая земля' (Сл РЯ XI – XVII, V, 34 – 35). В карел. eda-, вепс, ей-, eda – 'дальний, отдаленный', вепс. та, карел. топ, тиа – 'земля, поле' (Субботина, 49).